# Csoda Manhattanben
A Csoda Manhattanben egy 2011 és 2012 között készült amerikai televíziós sorozat. A sorozat alapjául a 2002-ben Jennifer Lopez és Ralph Fiennes főszereplésével készült, Álmomban már láttalak című film szolgált. Főszereplői: Litzy, Eugenio Siller, Vanessa Villela, Jorge Eduardo Garcia, Marisela González. A főcímdalt Litzy és Eugenio Siller adja elő. A sorozat 2011. november 29-én 20:00 órakor kezdődött el az NBC csatornán. Magyarországon 2012. március 20-án került adásba a TV2-n.

## Történet
|  | Alább a cselekmény részletei következnek! |

Marisa Lujan egy gyönyörű nő, aki szállodában dolgozik, de az élete nem mondható egyszerűnek. A szép nő Michoacánban lakott szerelmével Victorral és fiával, de a városuk a drogkereskedelem fellegvárává vált, így Los Angelesbe költöztek át. A költözést követően Marisa reményei elvesznek, mert kiderül, hogy a férje megcsalta, ezért a gyermekével, Laloval New Yorkba költöznek…
|  | Itt a vége a cselekmény részletezésének! |

## Szereplők
| Színész(nő)          | Szerepnév                      | Megjegyzés | Magyar hangok     |
| -------------------- | ------------------------------ | --- | ----------------- |
| Litzy                | Marisa Lujan                   | Lalo édesanyja, Tania Belinda és Leticia barátnője, Christobal szerelme Viktor exfelesége, Marcela és Emilio lánya, Yaya féltestvére Sara, Catalina és Estanislao ellensége. | Sallai Nóra       |
| Eugenio Siller       | Cristóbal Parker Salas         | Marisa szerelme, Amelia és Ty fia, Lucas és Tito főnöke, Sara és Bruno régi iskola társa.                                                                                    | Dévai Balázs      |
| Vanessa Villela      | Sara Montero                   | Marisa ellensége, Christobal iskola társa Bruno és Viktor szeretője Estanislao és szövetségese, szerelmes Christóbalba                                                       | Major Melinda     |
| Jorge Eduardo García | Eduardo "Lalo" Mendoza Luján   | Marisa és Victor fia, Yaya unokaöccse, Marcela, Emilio, Gloria, és Manuel unokája Christóbal barátja.                                                                        | Boldog Gábor      |
| Marisela González    | Calixta Meléndez               | Marisa és Marcela barátnője, beépített detektív, szerelmes Amadorba, Cali-Café tulajdonosa, Estanislao partnere az illegális drogszállításban.                               | Zakariás Éva      |
| Paulo Quevedo        | Víctor Mendoza                 | Lalo apja, Marisa exférje, Gloria és Manuel fia, Yaya féltestvére, Sara szeretője, Mireya szerelme, alkoholista.                                                             | Dolmány Attila    |
| Ana Sobero           | Marcela Villa                  | Marisa édesanyja, Yayamostohaanyja, Lalo nagymamája, Cali-Caféban dolgozik, Calixta barátnője, szerelmes Amadorba.                                                           | Bertalan Ágnes    |
| Tina Romero          | Carmen Moreno "Dadus"          | Cristóbal dadusa, a Parker-ház házvezető nője, Marisa barátnője, Sara ellensége.                                                                                             | Szabó Éva         |
| Liz Gallardo         | Leticia Robles "Leti"          | Marisa, Belinda és Tania barátnője, Rolando felesége. | Nádorfi Krisztina |
| Maite Embil          | Belinda Delgado                | Marisa gyerekkori barátnője, Leticia és Taniabarátnője, Hugo exfelesége, Gojo szerelme.                                                                                      | Kovács Vanda      |
| Karina Mora          | Yazmín "Yaya" Mendoza          | Gloria és Emilio lánya, Manuel és Marcela mostohalánya, Victor féltestvére, Marisa féltestvére, Lalo nagynénje, Sara asszisztense, Bruno és Derek exszerelme.                | Törtei Tünde      |
| Jeimy Osorio         | Tania Taylor                   | Jerome felesége, Marisa, Leticia, és Belinda barátnője. | Solecki Janka     |
| Rodrigo Mejía        | Gregorio "Goyo"                | Autó szerelő, Marisa, Lalo, Jerome és Tania barátja, Belinda szerelme, Hugo ellensége.                                                                                       | Stern Dániel      |
| Aneudy Lara          | Jerome Taylor                  | kosárlabda játékos, Tania férje, Estanisla alkalmazottja, Calixta partnere, drogot árul.                                                                                     | Előd Botond       |
| Carlos Athié         | Lucas Gonzalez                 | Cristóbal sofőrje és barátja, Tito barátja, Pamela exférje, Leticia barátja.                                                                                                 | Előd Álmos        |
| Ismael La Rosa       | Tadeo Falcón "Tito"            | Cristóbal asszisztense és barátja, szerelmes Brunoba. | Gáspár András     |
| Juan Pablo Llano     | Bruno Rivera                   | Yaya, Catalina, és Sara exbarátja. | Markovics Tamás   |
| Shalim Ortiz         | Frank Varela                   | Építész, Marisa barátja, Cristóbal riválisa, Mireya bátyja, Alejandra édesapja.                                                                                              | Karácsonyi Zoltán |
| Karen Sentíes        | Amelia Salas de Parker         | Cristóbal édesanyja, Tyron felesége, Sara barátnője, Marisa anyósa. | Vándor Éva        |
| Fred Valle           | Tyron Parker "Ty"              | Cristóbal apja, Amelia férje, Thompson ellensége, Richard, Calixta és Marisa barátja.                                                                                        | Csuha Lajos       |
| Jorge Hernández      | Estanislao Jaruselzki "Polaco" | Calixta és Derek főnöke, drogszállító, Sara bűntársa. | Bicskei Lukács    |
| Wanda D'Isidoro      | Catalina Lucero                | riporter, Bruno szerelme, szerelmes Cristóbalba, Sara és Marisa ellensége.                                                                                                   | Erdős Borcsa      |
| Sandra Eichler       | Alicia                         | Hotel asszisztens menedzser, Marisa barátnője. | Udvarias Anna     |
| Salim Rubiales       | Derek                          | Estanislao exsegédje, illegális drogfutár, Yaya exszerelme. |                   |
| Xavier Coronel       | Javier Serrano                 | biztonsági őr, Alicia barátja. |                   |
| Henry Zakka          | Amador Colina                  | Hotel asszisztens menedzser, Marisa, Tania, Leticia, és Belinda Calixta és Marcela barátja.                                                                                  | Berzsenyi Zoltán  |
| Mónica Pasqualotto   | Mireya Sanz                    | Belinda és Marisa barátnője, Lalo' tanítónője, Joaquin exbarátnője, Frank húga, Alejandra nagynénje, Victor szerelme.                                                        |                   |
| Patricio Doren       | Hugo Reyes                     | Belinda exférje, kitoloncolják Amerikából, Sara és Estanislao barátja. |                   |
| Daniela Nieves       | Alejandra Varela               | Mireya unokahúga, Frank lánya, Lalo barátja. |                   |
| Fidel Pérez Michel   | Richard Garcia                 | rendőr, Calixta és Tyron barátja. |                   |
| Luke Grande          | Dr. Martinez                   | Lalo orvosa. |                   |
| Khotan Fernández     | Miguel Morales "Miguelito"     | drogbáró Marisa és Victor régi barátja |                   |
| Liannet Borrego      | Sylvia                         | Cristóbal exbarátnője. | Mezei Kitty       |
| Ernesto Tapia        | Ronnie                         | Építkezés menedzser, Christóbal ellensége. |                   |
| Adela Romero         | Gloria Mendoza                 | Manuel felesége, Victor és Yaya édesanyja, Lalo nagymamája. |                   |
| Victor Corona        | Esteban                        | Marisa barátja, Lalo keresztapja. |                   |
| Osvaldo Strongoli    | Teófilio 'Teó'                 | Marcela exbarátja. |                   |
| Hely Ferrigny        | Manuel Mendoza                 | Gloria férje, Victor apja, Yaya mostohaapja, Lalo nagyapja. |                   |
| Carlos Cuervo        | Joaquin                        | A gyerek alapítvány vezetője, Mireya exbarátja. |                   |
| Raúl Durán           | Julius Thompson                | Politikus, Sara barátja, Ty és Christóbal ellensége. |                   |

## Fordítás
- Ez a szócikk részben vagy egészben  az   Una Maid en Manhattan című angol Wikipédia-szócikk fordításán alapul.  Az eredeti cikk szerkesztőit annak laptörténete sorolja fel. Ez a jelzés csupán a megfogalmazás eredetét és a szerzői jogokat jelzi, nem szolgál a cikkben szereplő információk forrásmegjelöléseként.